# تامی دورسی
تامی دورسی (به انگلیسی: Tommy Dorsey) از نوازندگان معروف شیپور کشوئی و برادر کوچک‌تر جازیست سرشناس جیمی دورسی بود. دورسی در بخش شنندوه ایالت پنسیلوانیای آمریکا به دنیا آمد.